# L'età dell'oro (Vidal)
L'età dell'oro è un romanzo dello scrittore statunitense Gore Vidal, l'ultimo del ciclo Narratives of Empire che ha l'ambizione di rappresentare in sette romanzi la storia degli Stati Uniti dalla guerra d'indipendenza.
L'età dell'oro è ambientato tra l'inizio della Seconda guerra mondiale in Europa e il 1954, anno della Guerra di Corea, al termine della quale l'autore considera compiuta la formazione dell'impero americano.

## Trama
La sessantenne ex attrice Caroline Sanford, ora proprietaria di un quotidiano, torna in patria dalla Francia dove abita per perorare la causa interventista degli Stati Uniti nella guerra che Francia e Gran Bretagna hanno appena dichiarato alla Germania nazista. La maggior parte degli americani sono per la neutralità, il presidente Franklin Delano Roosevelt invece è disposto a candidarsi per un terzo mandato, eventualità mai verificatasi nella storia del paese, se gli USA saranno coinvolti nella guerra europea.
Nel maggio 1940 la Wehrmacht travolge la resistenza degli eserciti francesi e inglesi giungendo fino a Parigi. Le vicissitudini della Francia e soprattutto dell'Inghilterra influiscono sulla politica americana. Peter Sanford, nipote di Caroline (è figlio del suo fratellastro Blaise), partecipa alla convention del Partito Repubblicano a Philadelphia, che designa come candidato alla Presidenza l’outsider Wendell Willkie. WIllkie è una mediazione tra gli accesi isolazionisti e coloro che vorrebbero invece aiutare militarmente l'Inghilterra.
Roosevelt vince comunque le elezioni e ottiene un terzo mandato; durante la campagna elettorale ha ripetuto che terrà gli Stati Uniti fuori dalla guerra europea, a meno che non siano attaccati. I rapporti con il Giappone nel Pacifico si deteriorano, gli oppositori sono convinti che il Presidente tenti di tutto per provocare l'attacco militare del Sol Levante, dal momento che considera la guerra inevitabile. Arriva anche a considerare la possibilità di fondare un nuovo Partito insieme a Wendell Willkie, il quale tuttavia muore di infarto.
Emma de Traxler, la figlia di Caroline, inizia una relazione con Timothy Farrell, che è stato a suo tempo una fiamma della madre. Nel dicembre 1941 i giapponesi attaccano la flotta americana alle Hawaii, gli Stati Uniti entrano in guerra.
Nel 1944 appare chiaro a tutti che Roosevelt è pronto a correre per un quarto mandato, dal momento che la guerra non è ancora finita, e riesce anche a vincere perché gli americani si stringono intorno al loro presidente. Emma e Tim si sposano. La Germania si arrende pochi giorni dopo la morte di Roosevelt, il nuovo presidente Harry Truman mette subito in discussione gli accordi di Yalta con i russi e autorizza l'impiego della bomba atomica contro il Giappone.Caroline non vede l'ora di tornare a vivere in Francia. Truman
Al termine della guerra, qualsiasi tentativo da parte dell'opposizione USA di scoprire la verità su cosa sia accaduto davvero a Pearl Harbor, se cioè i giapponesi siano stati provocati a attaccare, si scontra con il segreto di stato. Peter Sanford, giornalista e nipote di Caroline, redattore di American Idea, viene a conoscenza dei risvolti che portano alla decisione di Truman di allargare l'influenza americana a tutto il mondo per contrastare l'espansionismo comunista. Vede in questo la creazione di un vero e proprio Impero moderno, alla quale l'URSS reagisce con altrettanta energia. Inizia negli USA la stagione del sospetto contro chi è accusato di attività anti-americane, e a partire dalla guerra civile greca del 1947 la dottrina Truman proclama la difesa di tutte le nazioni “democratiche” contro ingerenze esterne, che Peter Sanford considera un'ipocrisia.
Negli anni immediatamente seguenti la guerra, gli USA detengono metà della produzione industriale del mondo. L'OSS, il servizio di intelligence americano, viene trasformato nella CIA. Il governo utilizza la fobia anticomunista in funzione di un controllo sociale interno. Enid Sanford, la sorella di Peter che ha sposato l'arrivista Clay Overbury, muore nel 1950 in un incidente automobilistico, probabilmente suicida. Questo è un anno nero per la famiglia: muore anche il vecchio senatore James Burden Day (il cui personaggio probabilmente l'autore ha modellato sul nonno materno Thomas Pryor Gore), e anche Caroline Sanford. Peter eredita il suo patrimonio e il suo castello in Francia. I suoi tentativi di rovinare la carriera politica del cognato Overbury, rivelando che non è un eroe della guerra nel Pacifico come vuol fare credere, si scontrano con lo scoppio della guerra in Corea.
Clay Overbury parte volontario con il grado di colonnello, e viene eletto al Senato. Peter sposa Diana Day, la figlia di James Burden Day. Con l'intervento militare cinese l'esercito americano viene respinto in Corea fino alla linea di confine originaria tra il Nord e il Sud. Malgrado la sconfitta, il processo di formazione dell'Impero americano è giunto al termine, la corsa agli armamenti costringe l'URSS a un inseguimento che porterà alla rovina economica.
L'ultimo capitolo è ambientato il 31 dicembre 1999, quando Peter Sanford ormai anziano rievoca la morte in un incidente aereo di Clay Overbury, proprio mentre aveva ambizioni di candidatura alla Presidenza.
Nell'epilogo Sanford fa visita a Gore Vidal nella sua casa di Ravello, in Italia.

## Analisi critica
Nato e vissuto nella capitale Washington, Gore Vidal ha trascorso buona parte della sua infanzia insieme al nonno, senatore Thomas Pryor Gore, divenendo in età adulta un frequentatore e conoscitore degli ambienti intorno alla Casa Bianca.
Le conclusioni alle quali giungono i suoi personaggi nel corso della narrazione, a proposito della natura antidemocratica e elitaria della forma di governo attuale degli Stati Uniti, riecheggiano il dibattito che l'autore porta avanti coerentemente nei suoi saggi.
(Gore Vidal, L’età dell’oro)
Queste idee sono venute precisandosi nella loro forma finale dopo la dottrina della "guerra al terrorismo" di George W. Bush, in saggi come Le menzogne dell'impero e altre tristi verità (2002) e Imperial America: Reflections on the United States of Amnesia (2004).

## Edizioni
- Gore Vidal, L'età dell'oro, traduzione di Luca Scarlini, Fazi Editore, 2001, ISBN 88-8112-171-9.